# Peter McCullagh
Peter McCullagh est un statisticien irlandais, professeur au département de statistiques de l'université de Chicago, né le 8 janvier 1952. Il est connu pour avoir développé avec John Nelder le modèle linéaire généralisé et avoir co-écrit l'ouvrage Generalized Linear Models (1983).

## Prix et distinctions
Il a reçu la médaille Guy en bronze en 1983 et en argent en 2005. Il a également reçu le premier prix Karl Pearson décerné par l'Institut international de statistique pour ses travaux avec John Nelder sur le modèle linéaire généralisé.